# Stulemeijercomplex
Het Stulemeijercomplex is een serie betonnen woningen die tussen 1920 en 1924 werden gebouwd in Rotterdam, deelgemeente Feijenoord naar ontwerp van J.M. van Hardeveld en J. Pauw.  Ze zijn genoemd naar de directiefamilie Stulemeijer van NV Internationale Gewapend Beton-Bouw  (IGB) uit Breda. Het complex is erkend als gemeentelijk monument.

## 1e Stulemeijercomplex
Het 1e Stulemeijercomplex bevindt zich in de wijk Bloemhof en is beschermd als gemeentelijk monument onder nummer C-005.
| Straat            | Huisnummer | Begin bouw | Einde bouw | Coördinaten                   | Afbeelding |
| ----------------- | ---------- | ---------- | ---------- | ----------------------------- | ---------- |
| Dortsmondstraat   | 43-47      | 1920       | 1921       | 51° 53' 28" NB, 4° 30' 15" OL |            |
| Dortsmondstraat   | 44-62      | 1920       | 1921       | 51° 53' 27" NB, 4° 30' 15" OL |            |
| Dortsmondstraat   | 53-57      | 1920       | 1921       | 51° 53' 27" NB, 4° 30' 13" OL |            |
| Dubbelstraat      | 1-25       | 1920       | 1921       | 51° 53' 26" NB, 4° 30' 7" OL  |            |
| Heer Danielstraat | 68-100     | 1920       | 1921       | 51° 53' 24" NB, 4° 30' 8" OL  |            |
| Oudelandstraat    | 46-60      |            | 1924       | 51° 53' 28" NB, 4° 30' 11" OL |            |
| Oudelandstraat    | 70-76      |            | 1922       | 51° 53' 25" NB, 4° 30' 13" OL |            |
| Oudelandstraat    | 80         |            | 1924       | 51° 53' 24" NB, 4° 30' 12" OL |            |
| Sandelingstraat   | 75         |            | 1922       | 51° 53' 29" NB, 4° 30' 15" OL |            |
| Sandelingstraat   | 81         |            | 1922       | 51° 53' 28" NB, 4° 30' 16" OL |            |
| Schiltmanstraat   | 56         |            | 1921       | 51° 53' 25" NB, 4° 30' 5" OL  |            |

## 2e Stulemeijercomplex
Het 2e Stulemeijercomplex bevindt zich in de wijk Hillesluis en is beschermd als gemeentelijk monument onder nummer C-007.
| Straat                   | Huisnummer | Begin bouw | Einde bouw | Coördinaten                   | Afbeelding |
| ------------------------ | ---------- | ---------- | ---------- | ----------------------------- | ---------- |
| Adriaen Nimantsstraat    | 17-23      |            | 1924       | 51° 53' 30" NB, 4° 30' 40" OL |            |
| Adriaen Nimantsstraat    | 25-41      |            | 1924       | 51° 53' 28" NB, 4° 30' 37" OL |            |
| Hendrick Croesinckstraat | 16-32      | 1920       | 1921       | 51° 53' 31" NB, 4° 30' 38" OL |            |
| Hendrick Croesinckstraat | 21-37      | 1920       | 1921       | 51° 53' 30" NB, 4° 30' 38" OL |            |
| Van Malsenstraat         | 3-19       |            | 1924       | 51° 53' 31" NB, 4° 30' 39" OL |            |
| Walravenstraat           | 16-22      |            | 1924       | 51° 53' 33" NB, 4° 30' 37" OL |            |
| Walravenstraat           | 24-42      |            | 1924       | 51° 53' 30" NB, 4° 30' 35" OL |            |